# Leinemann
Leinemann was een Duitse band uit Hamburg.

## Oprichting
De band werd geformeerd in 1969 door Gottfried Böttger, Jerry Bahrs, Uli Salm, Django Seelenmeyer en Ulf Krüger. In 1974 werd Böttger vervangen door Berry Sarluis en Lonzo. Later behoorden ook Karl-Heinz Blumenberg (voorheen Trice Mice en Altona) en Dieter Borchardt tot de band.

## Muziekgenre
Oorspronkelijk was Leinemann een jazz- en skiffleband, maar ontwikkelde dan een sound uit rockmuziek en ragtime en weer later de schlager. In 1971 verscheen hun eerste langspeelplaat, waarop Leinemann uitsluitend Engelstalige nummers zong. Aan het eind van de jaren 1970 werd het rustiger rond de band.

## Herstart
De band maakte een herstart met Duitstalige nummers. In 1980 had de band een eerste groot succes met het covernummer Volldampf-Radio (Midnite Dynamos, Matchbox) uit hetzelfde jaar. In 1981 nam de band deel aan de voorronden voor het Eurovisiesongfestival en belandde met het nummer Das Ungeheuer von Loch Ness op de 5e plaats. Bij de voorronden van 1983 scoorde het nummer Ich reiß' alle Mauern ein een 7e plaats. In 1985 had Leinemann zijn grootste succes met het covernummer Mein Tuut Tuut (Don't Mess With My) Toot Toot (Rockin' Sidney, 1984). Vervolgens kon de band echter niet meer evenaren aan het commerciële succes en werd ze uiteindelijk ontbonden in 1993. Vanaf begin 2000 ontmoetten de oorspronkelijke bandleden elkaar met enige regelmaat voor benefietevenementen en kleine clubconcerten. Ten laatste traden ze in 2009 op tijdens de 50e verjaardag van de Hamburgse Cotton Club.

## Discografie

### Singles
- 1970 My Baby Left Me
- 1972 Hey Hey Hey Honey
- 1973 Grandma
- 1974 In Hamburg sind die Nächte lang
- 1976 (wir heißen) Jerry, Uli, Berry, Ulf & Django
- 1978 Colours
- 1979 Medicine
- 1980 Volldampf-Radio
- 1981 Das Ungeheuer von Loch Ness
- 1981 Keine Angst vorm Rock 'n' Roll
- 1982 Ein Königreich für'n Autogramm von Elvis
- 1982 Treffpunkt Bärlin
- 1983 Ich reiß' alle Mauern ein
- 1983 Sommerzeit
- 1985 Alle woll'n das Eine
- 1985 Mein Tuut Tuut
- 1986 Piraten der Liebe (Tip-Top Totenkopp)
- 1986 Rabberdackdab
- 1988 Es steht 'ne Kiste Bier in Spanien
- 1989 Lust auf Radio
- 1993 Nick Nack
- 1993 Dornröschen - Die Wahrheit
- 1993 Die Dinosaurier

### Albums
- 1971 Honky Tonky Skiffle Rock
- 1972 Piano Skiffle Rock
- 1973 Last Train To San Fernando
- 1974 Das ist Leinemann
- 1974 Lonnie Donegan Meets Leinemann
- 1975 Leinemann – Live
- 1976 Deutsch
- 1976 Lonnie Donegan Meets Leinemann, Country Roads
- 1977 Hit Torpedo
- 1978 That Old Fashioned Feeling
- 1985 Tut gut Volldampf-Hits
- 1985 Tuut Tuut
- 2002 Live
- 2004 Leinemann (Sampler engl.)
- 2004 Mein Tuut Tuut (Sampler deutsch)